# William Leeming Harrison
William Leeming Harrison, kanadski letalski častnik, vojaški pilot in letalski as, * 1898, Toronto, Ontario, † 1960.
Stotnik Harrison je v svoji vojaški službi dosegel 12 zračnih zmag.

## Življenjepis
Med prvo svetovno vojno je bil pripadnik Kraljevega letalskega korpusa, nato pa Kraljevega vojnega letalstva.

## Odlikovanja
- Vojaški križec (MC)